# Eicherax fulvithorax
Eicherax fulvithorax là một loài ruồi trong họ Asilidae. Eicherax fulvithorax được Macquart miêu tả năm 1838.